# Jawir Smiła
Jawir Smiła (ukr. Футбольний клуб «Явір» Сміла, Futbolnyj Kłub "Jawir" Smiła) – ukraiński klub piłkarski z siedzibą w Smiłe, w obwodzie czerkaskim.

## Historia
Chronologia nazw:
- 1950: Łokomotyw Smiła (ukr. ФК «Локомотив» Сміла)
- 1998: klub rozwiązano
- 2005: Jawir Smiła (ukr. ФК «Явір» Сміла)

Drużyna piłkarska klubu Łokomotyw została założona w mieście Smiła po zakończeniu II wojny światowej. Zespół występował w rozgrywkach mistrzostw i Pucharu obwodu czerkaskiego. W 1950 drużyna startowała w rozgrywkach Pucharu Ukraińskiej SRR. Pierwszy sukces przyszedł w 1964, kiedy to klub zdobył mistrzostwo obwodu.
Od początku istnienia niezależnej Ukrainy klub kontynuował występy w mistrzostwach i Pucharze obwodu czerkaskiego. W sezonie 1994/95 startował w rozgrywkach Pucharu Ukrainy, a w następnym sezonie debiutował w Mistrzostwach Ukrainy spośród drużyn amatorskich i zdobył 2 miejsce w 3 grupie, które pozwoliło awansować do Drugiej Lihi. Po 7 kolejce sezonu 1998/99 z przyczyn finansowych zrezygnował z dalszych występów. Klub został pozbawiony statusu profesjonalnego i rozwiązany. 
W 2005 roku klub reaktywowano z nazwą Jawir. Drużyna startowała w rozgrywkach mistrzostw i Pucharu obwodu czerkaskiego.

## Sukcesy
- 11 miejsce w Drugiej Lidze, grupie B:

1997/98
- 1/64 finału Pucharu Ukrainy:

1996/97
- 2 miejsce Mistrzostw Ukrainy spośród drużyn amatorskich:

1995/96
- mistrz obwodu czerkaskiego (12x):

1964-1971, 1973, 1974, 1983, 1995
- zdobywca Pucharu obwodu czerkaskiego (12x):

1967, 1969, 1972, 1973, 1975, 1976, 1979, 1981-1984, 1989

## Inne
- Awanhard Smiła
- Dnipro Czerkasy